# Ящур (печера)
Ящур (рос. Ящур) — печера на Алтаї, Алтайський край, Росія.  Загальна протяжність — 404 м. Глибина печери — 69 м, амплітуда висот — 69 м; загальна площа — N/A м²; об'єм — N/A м³.  Печера відноситься до Західноалтайської області Алтайської провінції Алтай-Саянської спелеологічної країни. Кадастровий номер 5110/8302-1.